# Сан-Лео
Сан-Лео (італ. San Leo) — муніципалітет в Італії, у регіоні Емілія-Романья, провінція Ріміні.
Сан-Лео розташований на відстані близько 230 км на північ від Рима, 100 км на захід від Анкони, 45 км на захід від Пезаро, 31 км на північний захід від Урбіно.
Населення — 3017 осіб (2014).

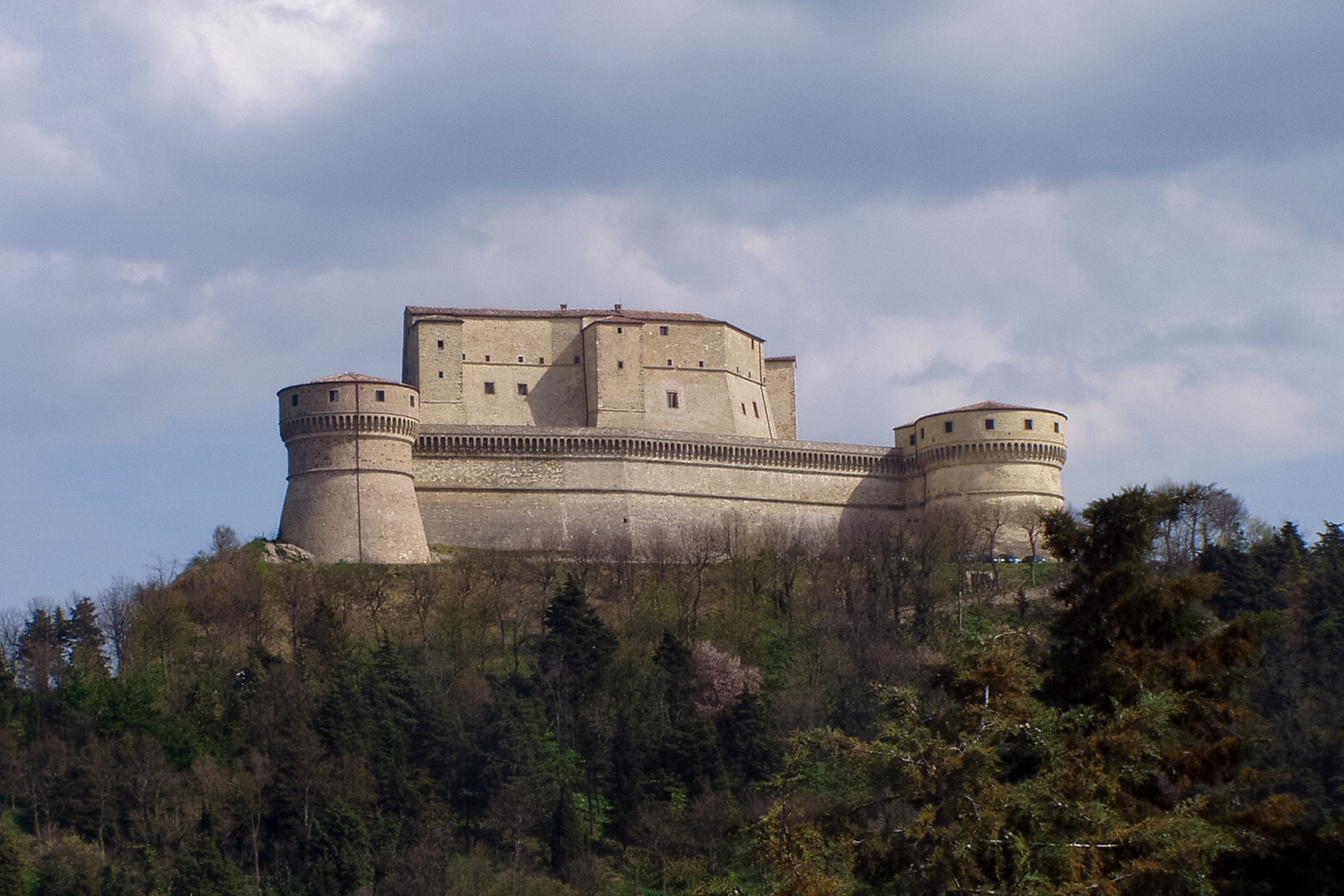

Щорічний фестиваль відбувається 1 серпня. Покровитель — San Leone.

## Демографія
Населення за роками:

Станом на 1 січня 2023 року в муніципалітеті офіційно проживали 323 іноземці з 28 країн, серед них 87 громадян країн Євросоюзу та 33 громадяни України.

## Сусідні муніципалітети
- Аккуавіва
- Веруккьо
- К'єзануова
- Сан-Марино
- Майоло
- Монтекопіоло
- Монте-Гримано-Терме
- Новафельтрія
- Поджо-Торріана
- Сассофельтріо

## Відомі особи
У фортеці Сан-Лео провів останні роки свого життя граф Каліостро.

## Галерея

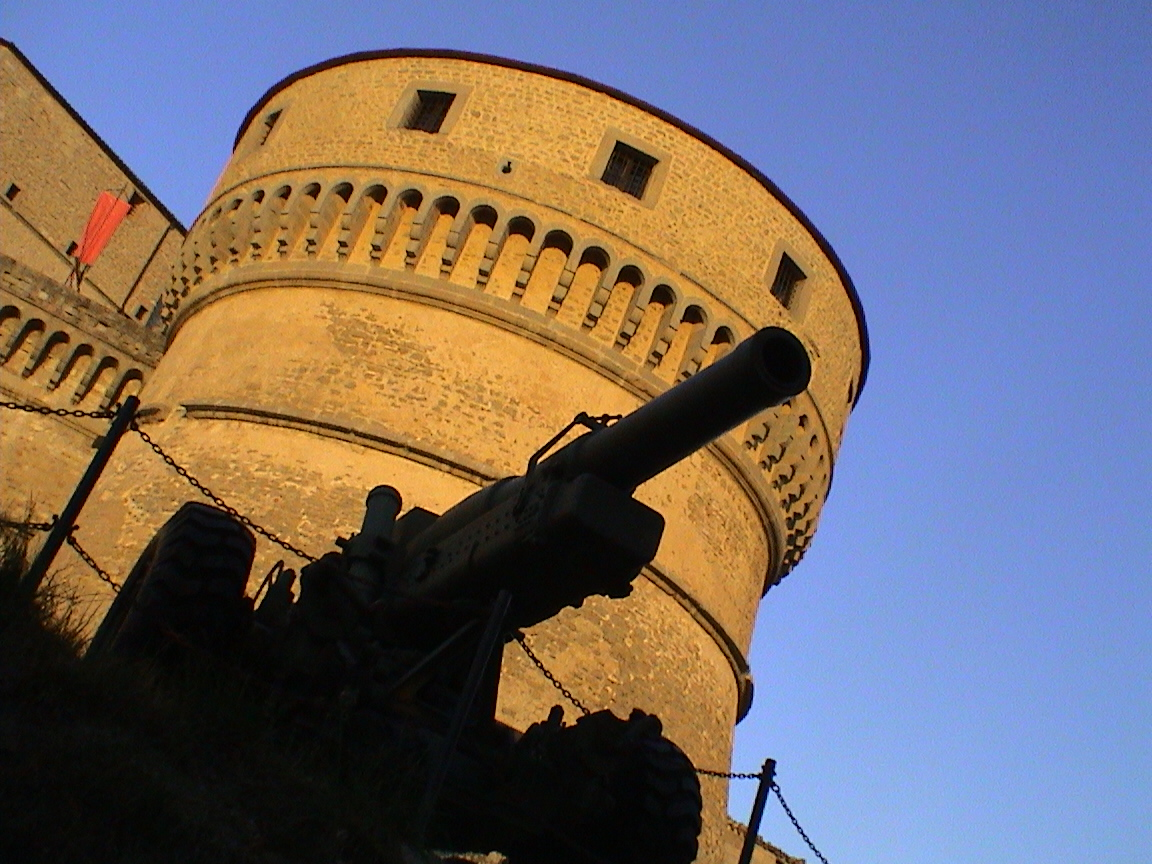
La Rocca (particolare)
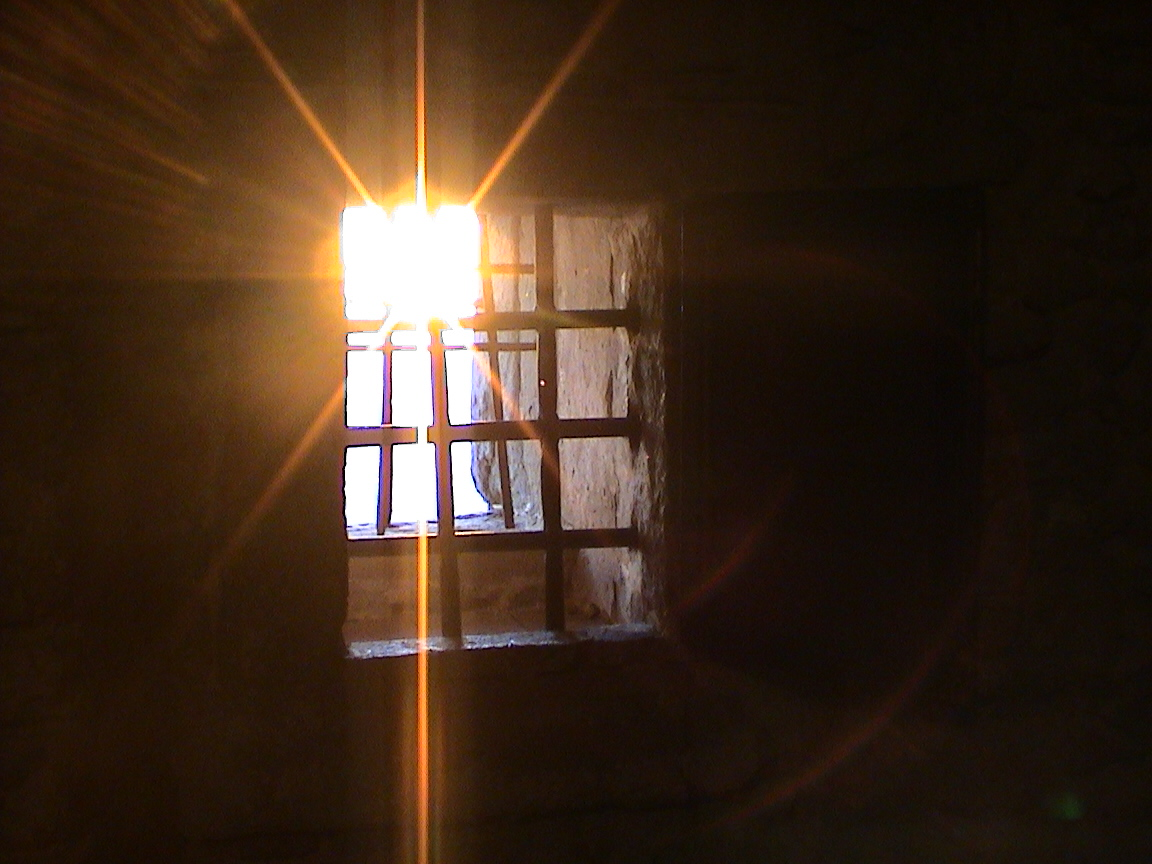
La cella di Cagliostro
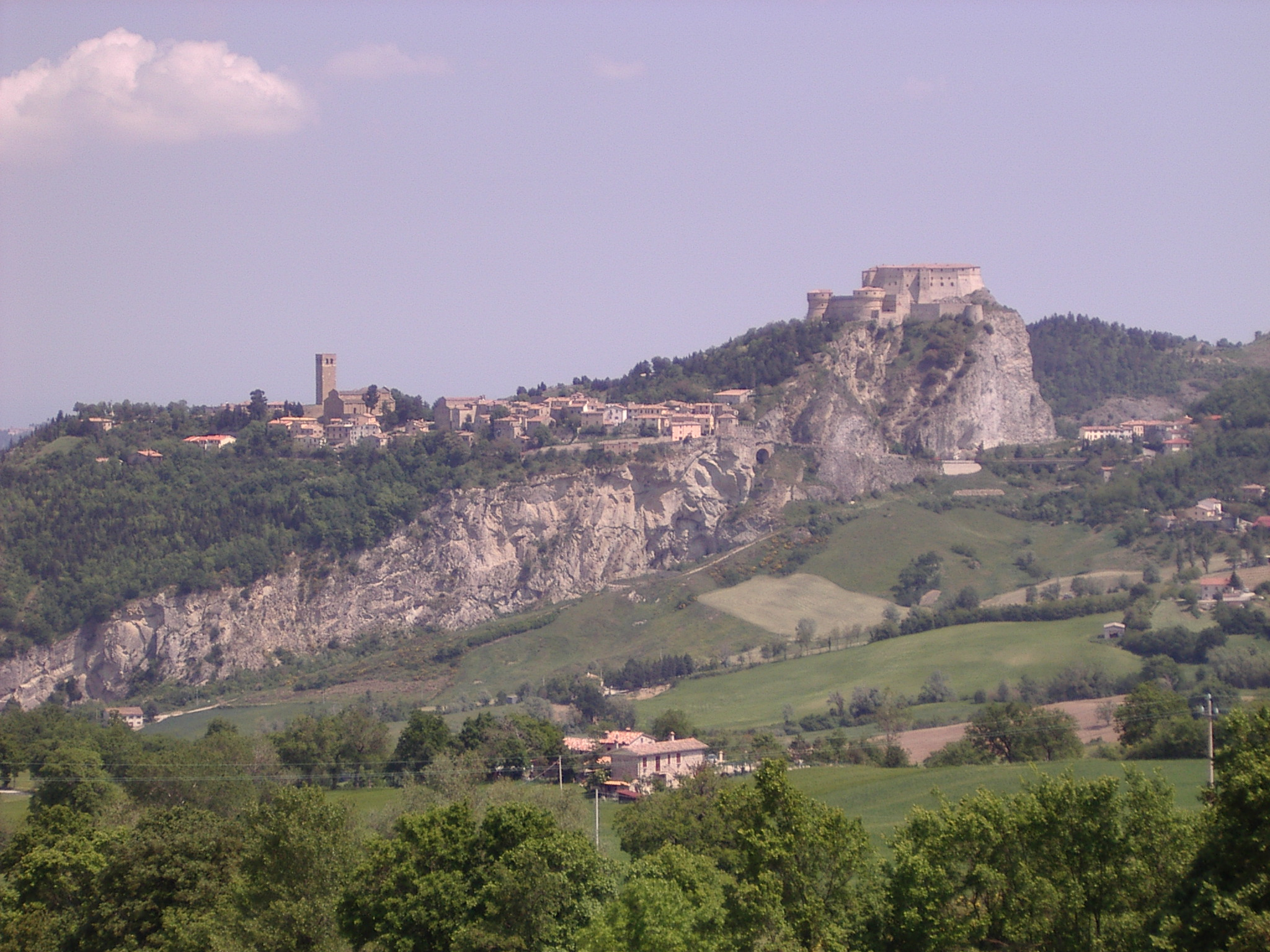
Veduta del paese
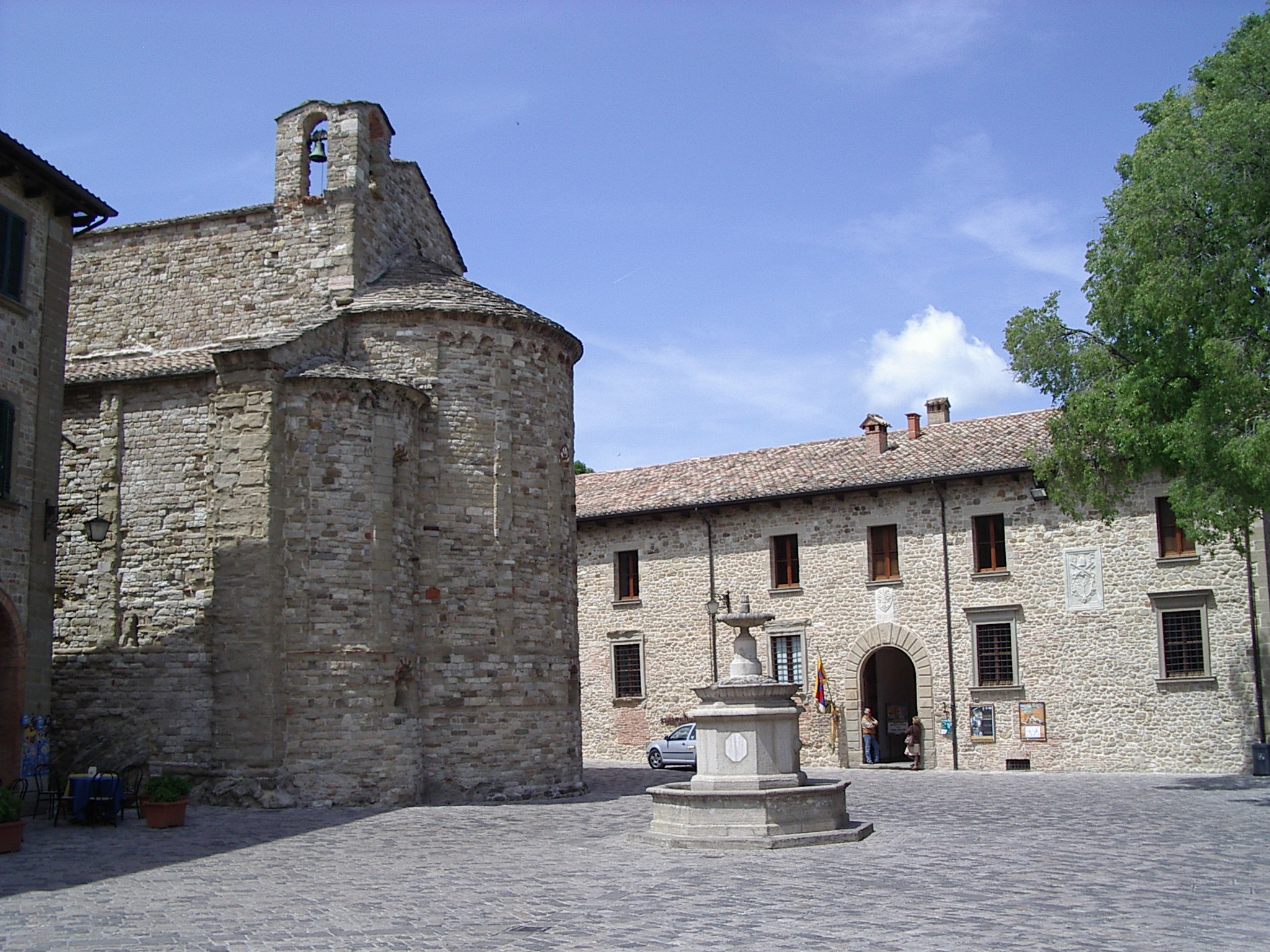
Piazza
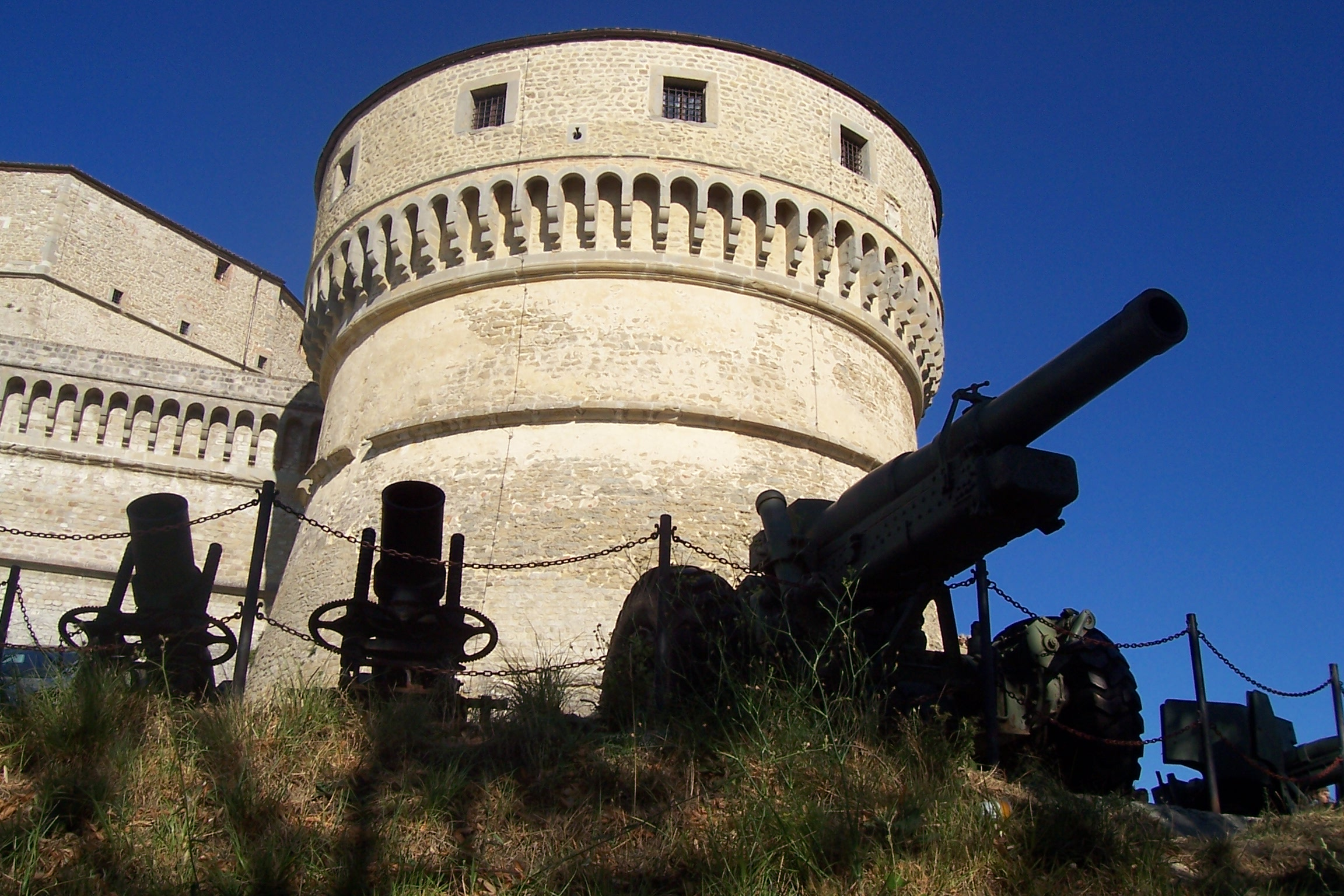
La Rocca con i tre cannoni